# Marchissy
Marchissy é uma comuna da Suíça, situada no distrito de Nyon, no cantão de Vaud. Tem 11,98 km² de área e sua população em 2018 foi estimada em 463 habitantes.